# Cantonul Albert
Cantonul Albert este un canton din arondismentul Péronne, departamentul Somme, regiunea Picardia, Franța.

## Comune
- Albert (reședință)
- Auchonvillers
- Authuille
- Aveluy
- Bazentin
- Beaucourt-sur-l'Ancre
- Beaumont-Hamel
- Bécordel-Bécourt
- Bouzincourt
- Buire-sur-l'Ancre
- Contalmaison
- Courcelette
- Dernancourt
- Fricourt
- Grandcourt
- Irles
- Laviéville
- Mametz
- Méaulte
- Mesnil-Martinsart
- Millencourt
- Miraumont
- Ovillers-la-Boisselle
- Pozières
- Pys
- Thiepval